# Lithurgus tibialis
Lithurgus tibialis is een vliesvleugelig insect uit de familie Megachilidae. De wetenschappelijke naam van de soort is voor het eerst geldig gepubliceerd in 1875 door Morawitz.
Het heeft voorkeur voor planten uit het geslacht Chrozophora.

## Foto's

### Mannetje

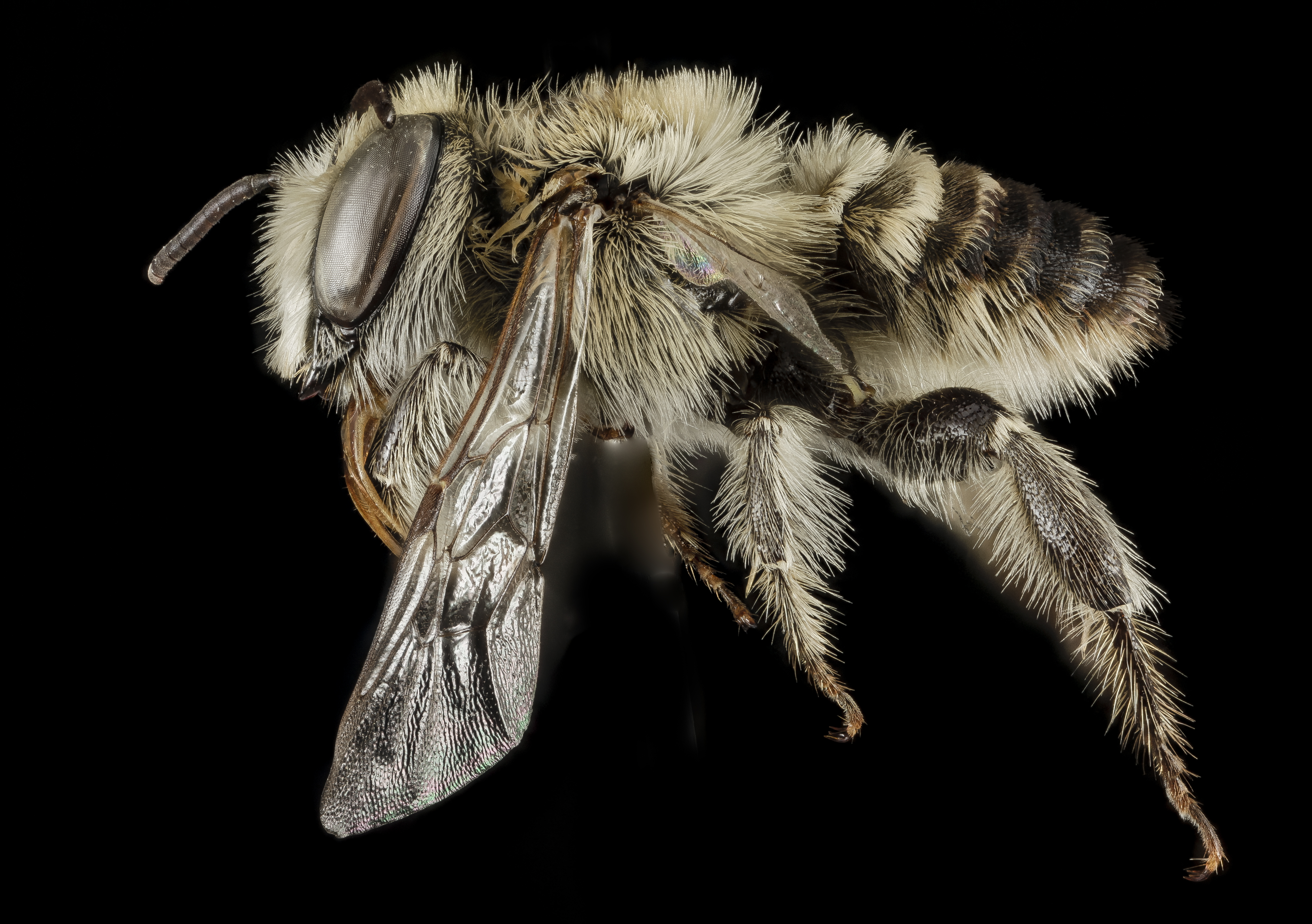
Zijaanzicht
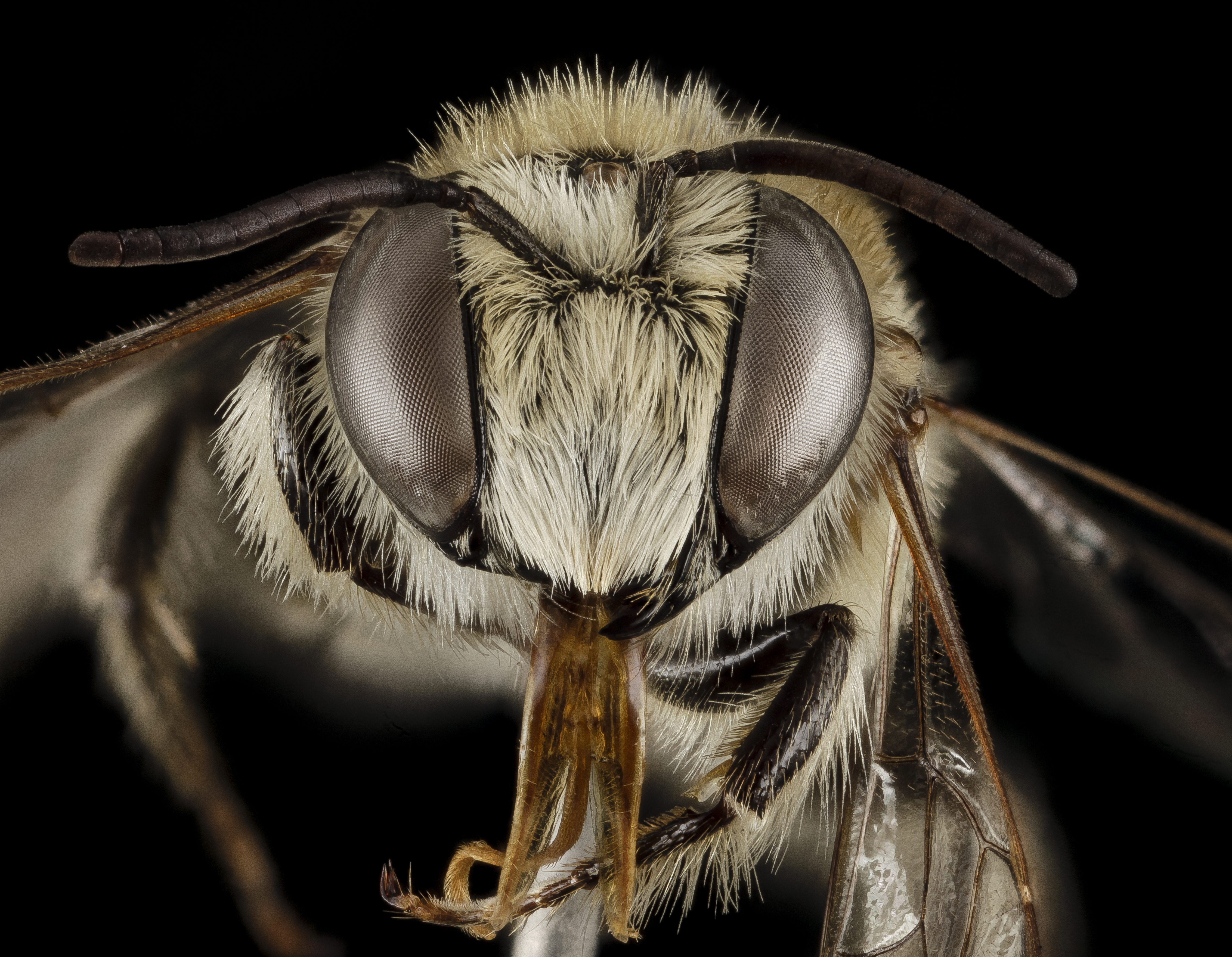
Voorkant
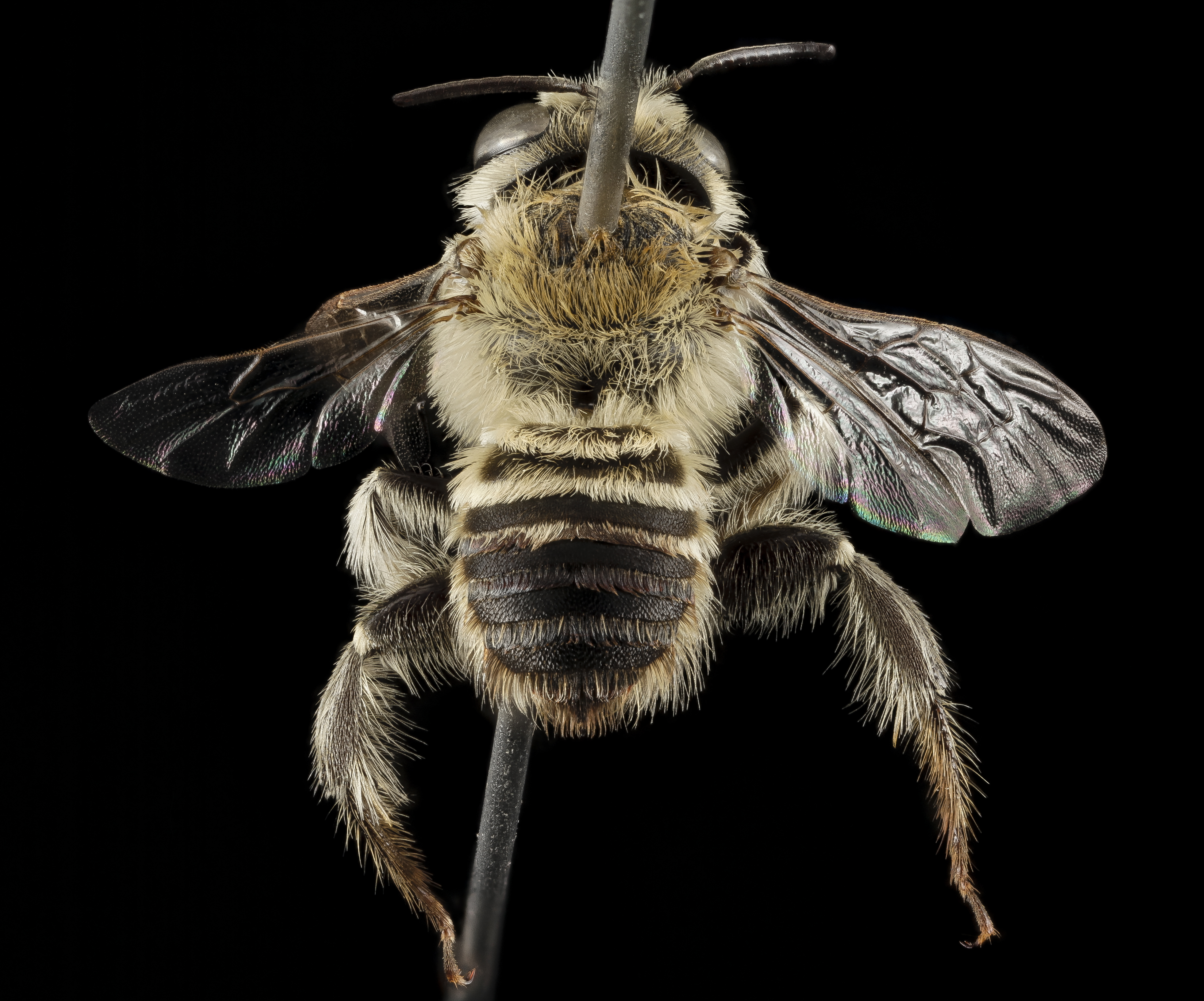
Achterzijde

### Vrouwtje

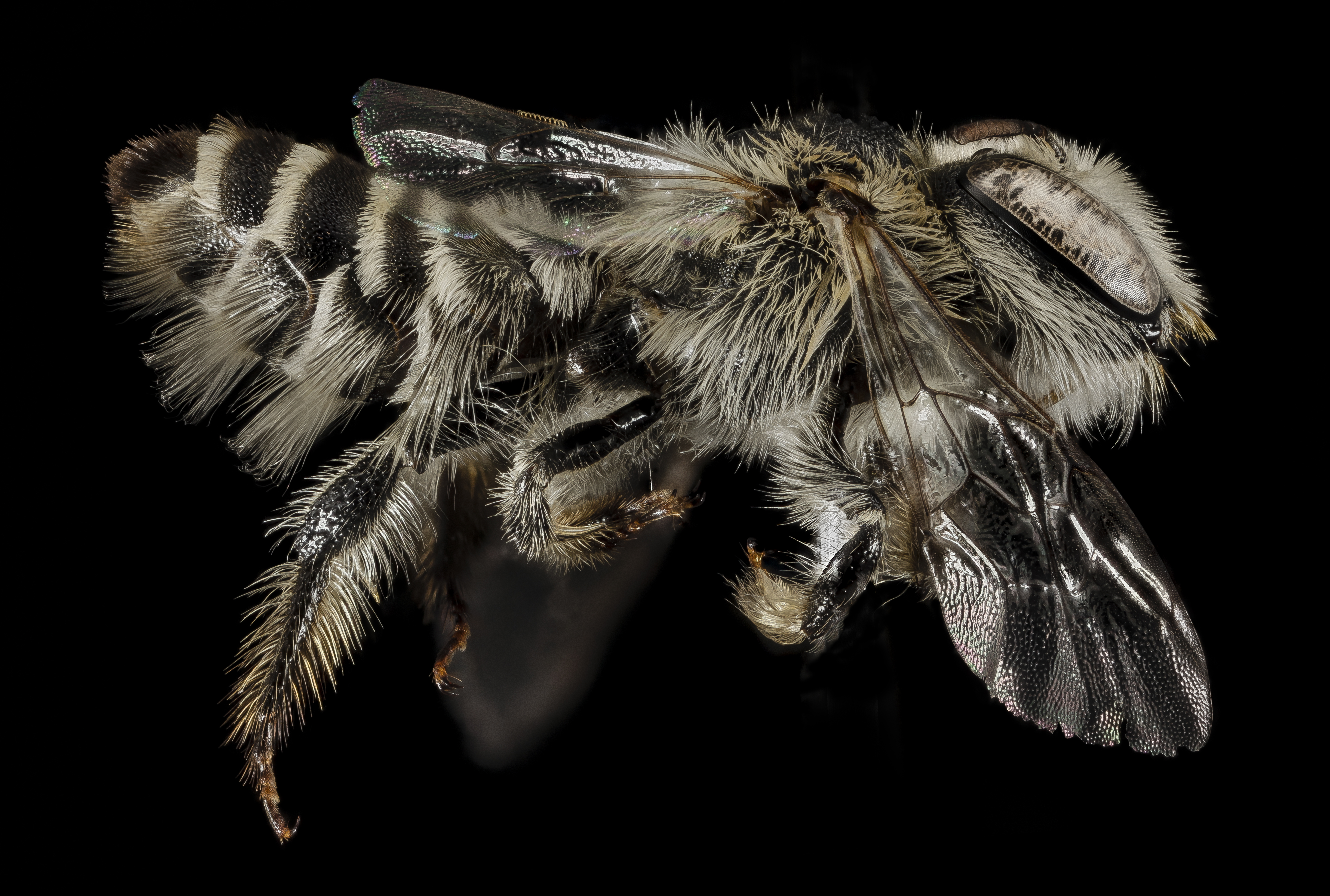
Zijaanzicht
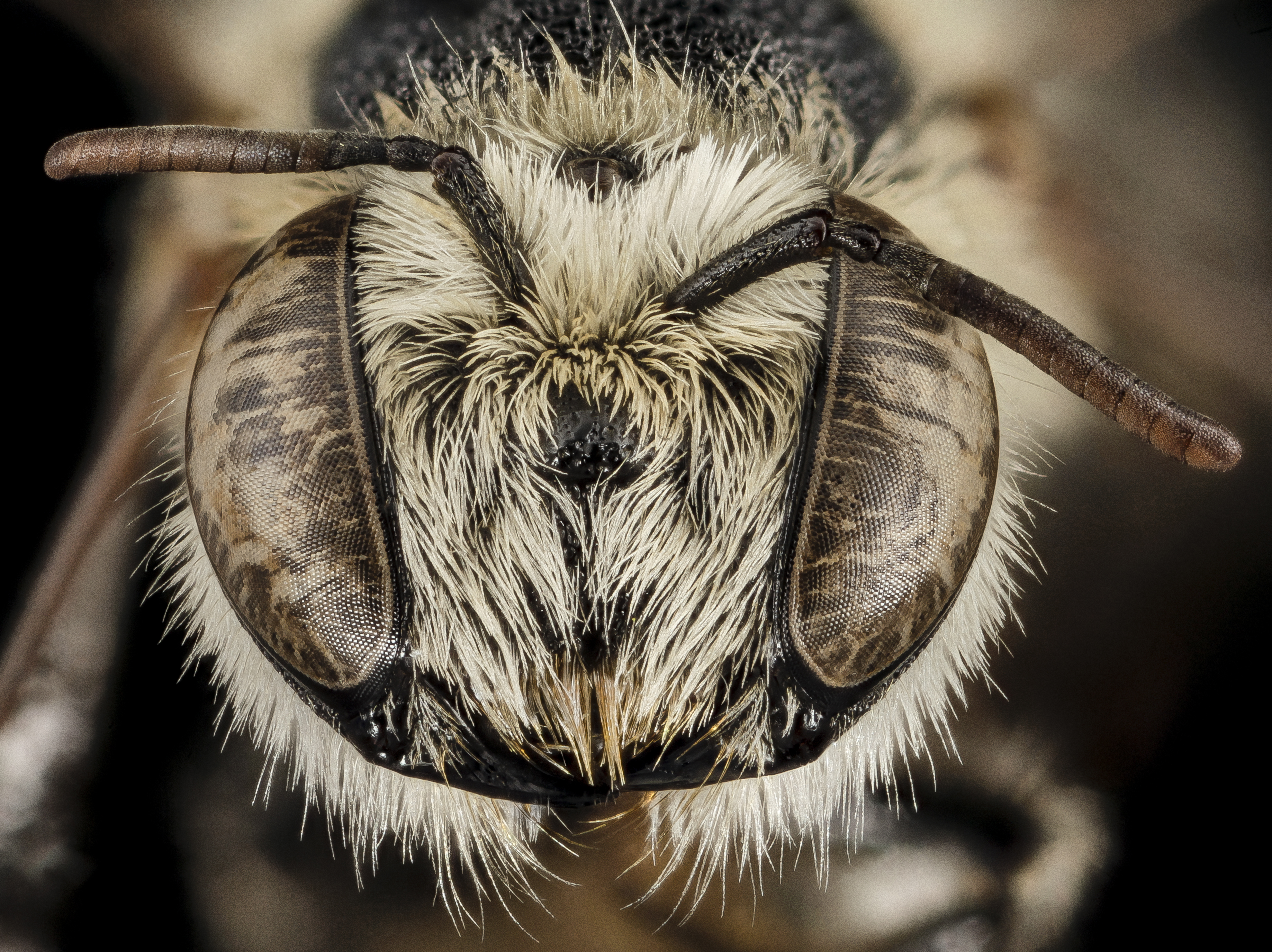
Voorkant
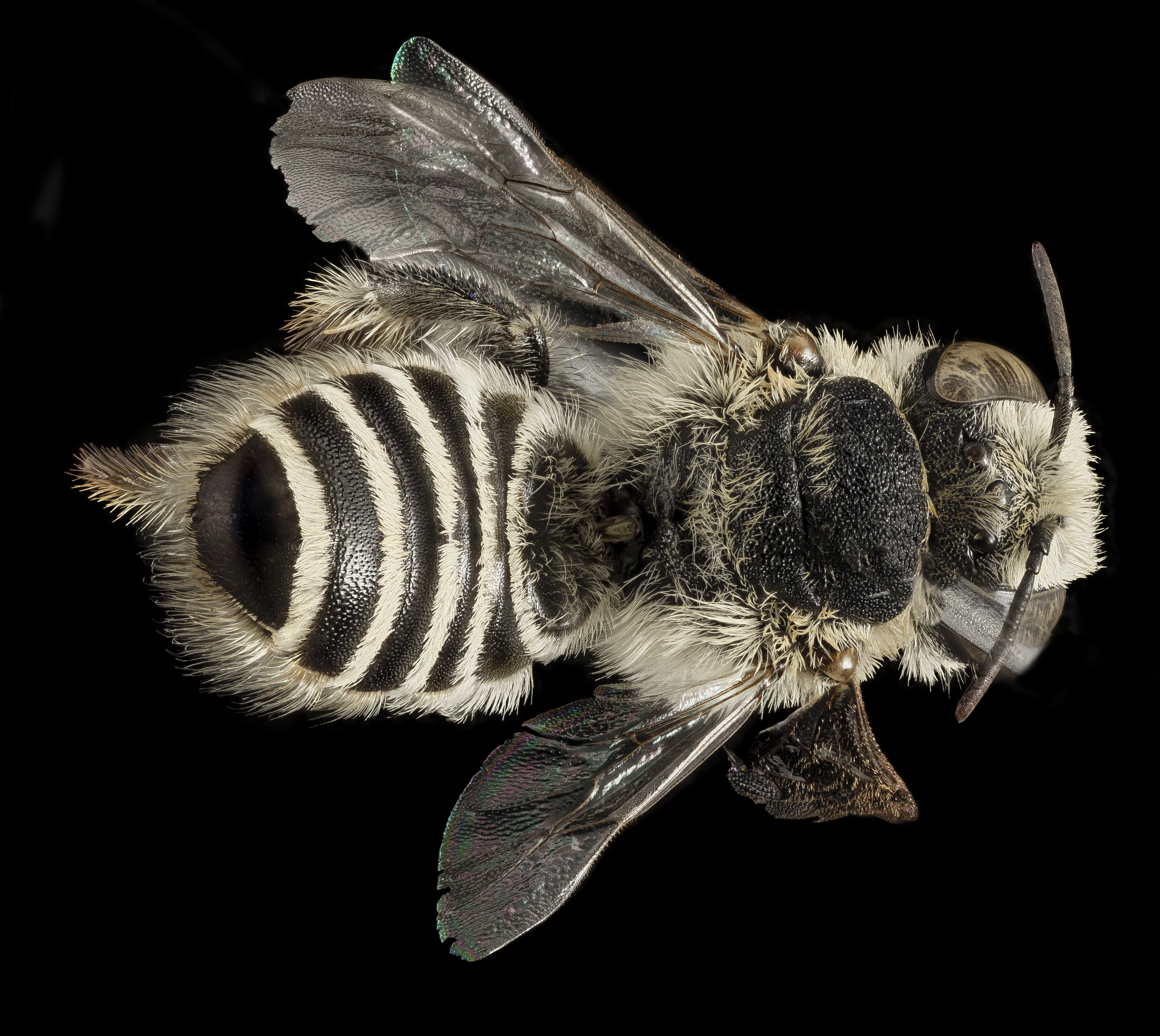
Achterkant